# 富魯格利姆島
富魯格利姆島是俄羅斯的島嶼，由濱海邊疆區負責管轄，位於日本海的彼得大帝灣西南部，毗鄰與北韓接壤的邊境，長2.5公里、寬1.5公里，面積1.9平方公里，最高點海拔高度120米。

## 外部連結
- Furugelm Island on the site shamora.info （页面存档备份，存于） with photographs (Russian)
- Furugelm Island on the site leto.primpogoda.com (Russian)